# Diócesis de San Juan de la Maguana
La diócesis de San Juan de la Maguana (en latín: Dioecesis Sancti Ioannis Maguanensis) es una circunscripción eclesiástica de la Iglesia católica en la República Dominicana. Se trata de una diócesis latina, sufragánea de la arquidiócesis de Santo Domingo. Desde el 7 de noviembre de 2020 su obispo es Tomás Alejo Concepción.

## Territorio y organización
La diócesis tiene 7475 km² y extiende su jurisdicción sobre los fieles católicos de rito latino residentes en las provincias de Azua, Elías Piña y San Juan.
La sede de la diócesis se encuentra en la ciudad de San Juan de la Maguana, en donde se halla la Catedral de San Juan Bautista.
En 2022 en la diócesis existían 39 parroquias.

## Historia
La prelatura nullius de San Juan de la Maguana fue erigida el 25 de septiembre de 1953 con la bula Si magna et excelsa del papa Pío XII, obteniendo el territorio de la arquidiócesis de Santo Domingo. Su primer prelado fue Tomás Francisco Reilly.
El 19 de noviembre de 1969 fue elevada a diócesis con la bula Summopere laetantes del papa Pablo VI.
El 24 de abril de 1976 cedió una porción de su territorio para la erección de la diócesis de Barahona mediante la bula Ad animarum del papa Pablo VI.
Desde sus inicios este territorio fue evangelizado por los sacerdotes de la Congregación del Santísimo Redentor.

## Estadísticas
Según el Anuario Pontificio 2023 la diócesis tenía a fines de 2022 un total de 524 120 fieles bautizados.
| Año                                                                             | Población            | Población | Población      | Sacerdotes | Sacerdotes    | Sacerdotes    | Bautizados por sacerdote | Diáconos permanentes | Religiosos | Religiosos | Parroquias |
| Año                                                                             | Bautizados católicos | Total     | % de católicos | Total      | Clero secular | Clero regular | Bautizados por sacerdote | Diáconos permanentes | Varones    | Mujeres    | Parroquias |
| ------------------------------------------------------------------------------- | -------------------- | --------- | -------------- | ---------- | ------------- | ------------- | ------------------------ | -------------------- | ---------- | ---------- | ---------- |
| 1965                                                                            | 530 000              | 550 000   | 96.4           | 43         | 12            | 31            | 12 325                   |                      | 31         | 51         | 16         |
| 1970                                                                            | 545 000              | 570 000   | 95.6           | 38         | 12            | 26            | 14 342                   |                      | 29         | 51         | 19         |
| 1976                                                                            | 651 000              | 704 000   | 92.5           | 39         | 6             | 33            | 16 692                   |                      | 38         | 70         | 22         |
| 1980                                                                            | 391 000              | 434 000   | 90.1           | 18         | 5             | 13            | 21 722                   |                      | 19         | 34         | 8          |
| 1990                                                                            | 420 000              | 465 000   | 90.3           | 22         | 9             | 13            | 19 090                   |                      | 14         | 57         | 14         |
| 1999                                                                            | 516 000              | 548 000   | 94.2           | 24         | 13            | 11            | 21 500                   |                      | 11         | 82         | 25         |
| 2000                                                                            | 524 000              | 557 000   | 94.1           | 29         | 13            | 16            | 18 068                   |                      | 17         | 80         | 26         |
| 2001                                                                            | 450 000              | 500 000   | 90.0           | 36         | 20            | 16            | 12 500                   |                      | 17         | 88         | 29         |
| 2002                                                                            | 450 000              | 500 000   | 90.0           | 32         | 18            | 14            | 14 062                   | 3                    | 15         | 87         | 29         |
| 2003                                                                            | 450 000              | 500 000   | 90.0           | 30         | 16            | 14            | 15 000                   | 5                    | 17         | 87         | 29         |
| 2004                                                                            | 450 000              | 550 000   | 81.8           | 30         | 18            | 12            | 15 000                   | 4                    | 13         | 84         | 29         |
| 2014                                                                            | 572 000              | 626 000   | 91.4           | 33         | 28            | 5             | 17 333                   | 9                    | 5          | 81         | 35         |
| 2017                                                                            | 515 830              | 519 600   | 99.3           | 32         | 27            | 5             | 16 119                   | 18                   | 5          | 66         | 35         |
| 2020                                                                            | 513 800              | 517 600   | 99.3           | 31         | 25            | 6             | 16 574                   | 26                   | 8          | 65         | 35         |
| 2022                                                                            | 524 120              | 528 200   | 99.2           | 42         | 28            | 14            | 12 479                   | 29                   | 16         | 49         | 39         |
| Fuente: Catholic-Hierarchy, que a su vez toma los datos del Anuario Pontificio. |                      |           |                |            |               |               |                          |                      |            |            |            |

## Episcopologio
| Foto | Escudo | Nombre                            | Período                                                         |
| ---- | ------ | --------------------------------- | --------------------------------------------------------------- |
|      |        | Tomás Francisco Reilly, C.SS.R. † | 22 de julio de 1956-20 de julio de 1977 renunció                |
|      |        | Ronald Gerard Connors, C.Ss.R. †  | 20 de julio de 1977 por sucesión-20 de febrero de 1991 retirado |
|      |        | José Dolores Grullón Estrella     | 20 de febrero de 1991-7 de noviembre de 2020 retirado           |
|      |        | Tomás Alejo Concepción            | Desde el 7 de noviembre de 2020                                 |